# Kodori
La rivière Kodori (en russe : Кодо́ри, Кодо́р ; Кәыдры en abkhaze et კოდორი en géorgien) est une rivière en Abkhazie, au nord-ouest de la Géorgie.
La Kodori prend sa source au confluent du Sakeni (à gauche) et du Gvandra (à droite) sur le flanc sud-ouest du Grand Caucase. Son cours supérieur forme la vallée de Kodori, une étroite gorge rocheuse, orientée vers l'ouest, où elle a pour affluent droit le Klytch et la Tchkhalta (ou Adzgara). La rivière traverse le village de Lata et continue son cours à travers le raïon de Goulrypchi vers l'ouest, puis le sud-ouest. 25 km avant son embouchure, elle atteint la plaine côtière. Finalement, elle se jette dans la mer Noire au sud de Goulrypchi.
La Kodori a une longueur de 80 km (105 km si l'on compte la Sakeni) et draine un bassin de 2 030 km2. La rivière est principalement alimentée par les précipitations tout au long de l'année.  Le débit moyen 25 km en amont de l'estuaire est de 123 m3/s.  La Kodori a été utilisée pour le transport du bois dans le passé.